# CLM P1/01
La CLM P1/01 (anciennement Lotus P1/01 et actuellement[Quand ?] Enso CLM P1/01) est une voiture de course d'endurance conçue et utilisée par l'écurie automobile ByKolles Racing en championnat du monde d'endurance FIA pour succéder à la Lotus T128. En 2014, elle porte le nom de Lotus P1/01 puis, en 2015, elle prend le nom CLM P1/01, CLM étant le sigle de Caterham Le Mans.